# 受胎告知 (フラ・アンジェリコ、マドリード)
『受胎告知』（じゅたいこくち、西: Anunciación、英: Annunciation）は、現在フラ・アンジェリコとして知られている、初期イタリア・ルネサンス期の巨匠フラ・アンジェリコ (ジョヴァンニ・ダ・フィエーゾレ) が1425-1428年頃に板上にテンペラと金で描いた祭壇画である。主題は、『新約聖書』中の「ルカによる福音書」(1:26-38) に記述されている「受胎告知」の場面で、大天使ガブリエルが聖母マリアに神の子イエス・キリストを身ごもったことを知らせている。もともとはフィエーゾレにあるサン・ドメニコ修道院のために制作されたが、現在はマドリードのプラド美術館に収蔵されている。

## 歴史
この作品は、フラ・アンジェリコが修道士だったフィエーゾレのサン・ドメニコ修道院の側廊礼拝堂のために描かれた。同じ教会のために、彼はまた、ドミニコ会の聖人とともに座した聖母子 (1425年頃) を表す主祭壇画『フィエーゾレの祭壇画』 (サン・ドメニコ修道院) と、現在ルーヴル美術館にある『聖母戴冠』（1434-1435年頃）を描き、奉納した。
『受胎告知』は1611年までサン・ドメニコ修道院にあったが、スペイン王国に売却され、マドリードに運ばれた。そして、プラド美術館に移るまでマドリードのデス・カルサス・レアーレス修道院に置かれていた。

## 作品

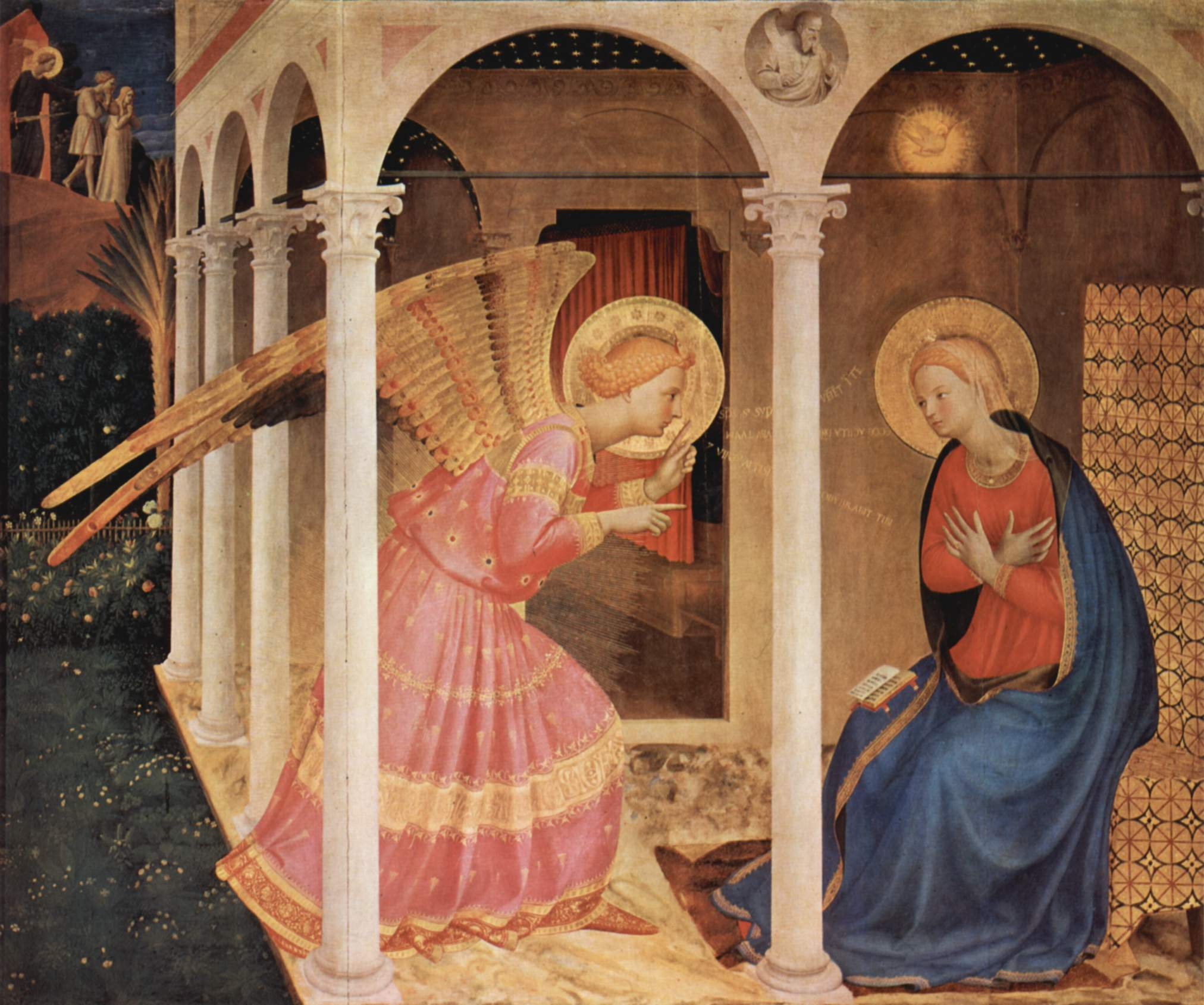
『コルトーナの受胎告知』(1433-1434年) 、175センチ X 180センチ、司教区美術館、コルトーナ

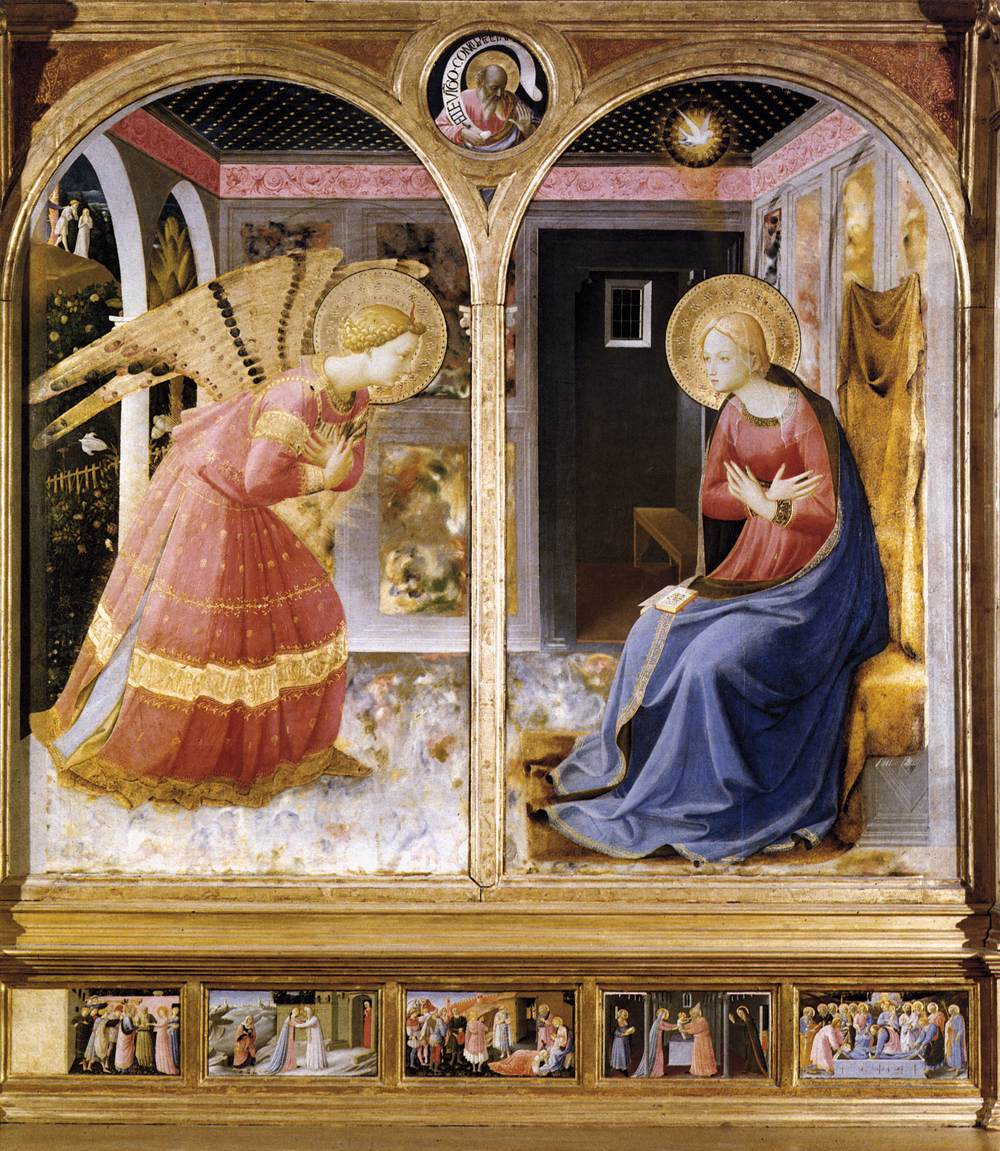
『サン・ジョヴァンニ・ヴァルダルノの受胎告知』(1433-1434年) 、195センチ X 155センチ、バジリカ・デイ・サンタ・マリア・デッレ・グラツィエ美術館、サン・ジョヴァンニ・ヴァルダルノ

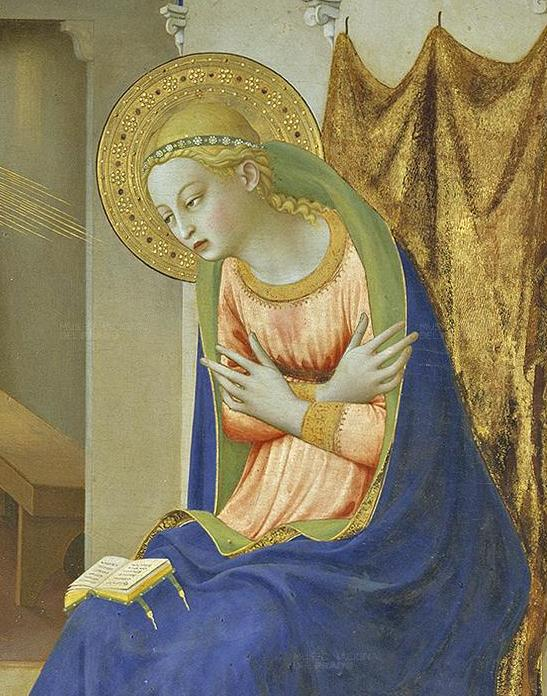
聖母（部分）

様式的に本作は、金箔の使用および精緻な細部描写に見られる後期ゴシック美術の特徴と、建築物を使った線遠近法に見られる新たなルネサンス美術の特徴が融合している。この祭壇画、とりわけ裾絵 (プレデッラ) は非常に質が高く、フラ・アンジェリコの作品であることに疑問の余地はない。作品は画家の才能を人々に決定的に印象づけ、その後10年にわたって、彼は自身の修道院のためだけでなく、フィレンツェの大注文主たちのために祭壇画の制作に没頭することになった。
この作品は、フラ・アンジェリコによる「受胎告知」を表す3点の祭壇画の1つである (他の2作は、『コルトーナの受胎告知』と『サン・ジョヴァンニ・ヴァルダルノの受胎告知』)。 3作品が描かれた順序は定かではないが、一般的な美術史の通説ではプラド美術館版が最初に位置づけられている。場面の構造は他の2点の『受胎告知』と似ているが、いくつかの違いがある。『コルトーナの受胎告知』のように、絵画の表面は3つの部分 (庭、天使のアーチ、聖母マリアのアーチ) に分かれているが、消失点は家の内側にあり、『サン・ジョヴァンニ・ヴァルダルノの受胎告知』のように、鑑賞者の注意を受胎告知に向けている。この設定のために、エデンの園から追放されたアダムとイヴの情景は、2人の身体を拡大していなかったとしたら、あまり目立たなくなってしまったであろう（『コルトーナの受胎告知』では、2人は消失点の近くにいる)。

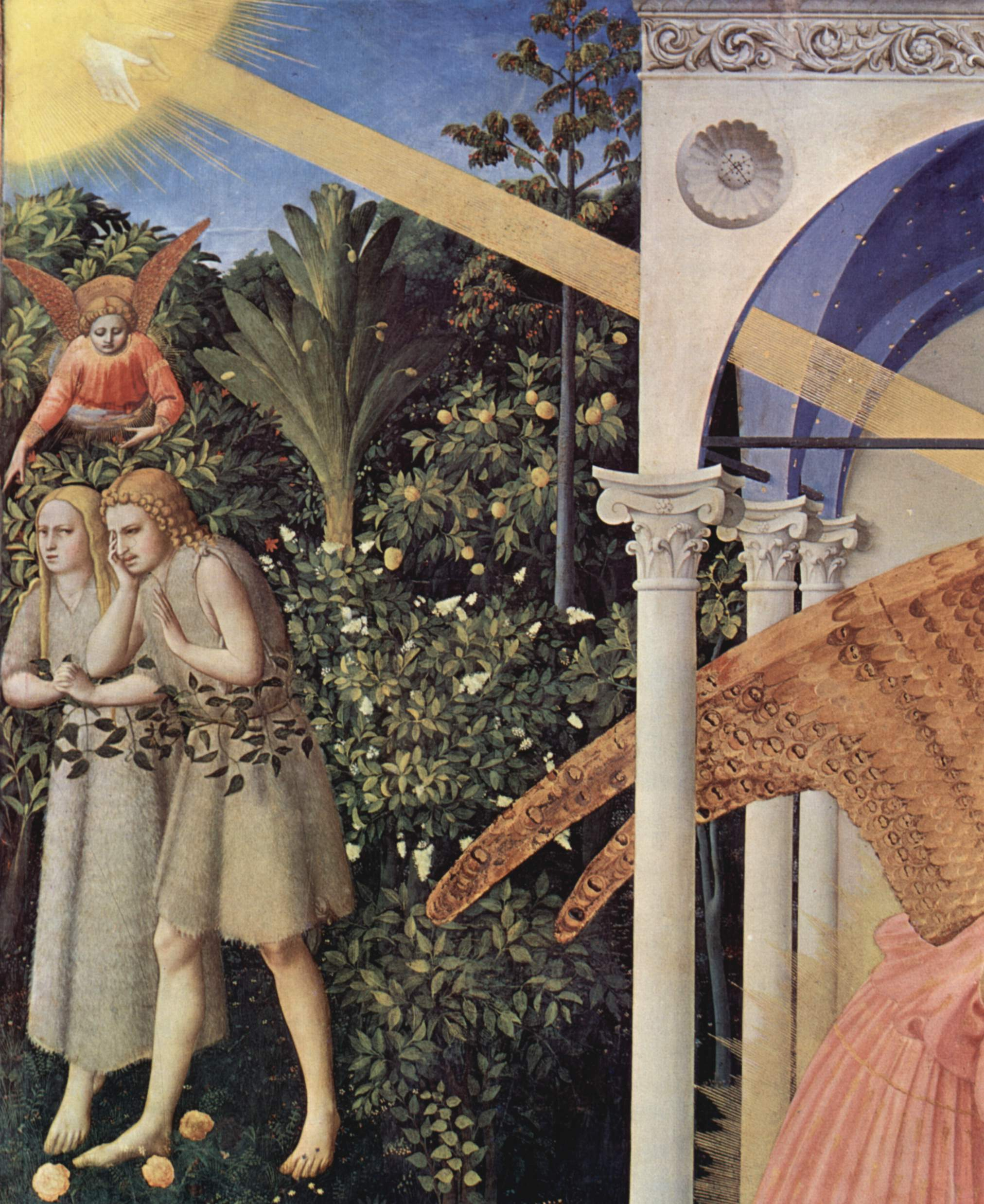
「聖母マリアの庭のバラの上を歩いて」、天国から追放されたアダムとイヴ (部分)

他の2つの作品と同様に、本作のアダムとイヴは聖母マリアの処女性を表す花の咲く「閉ざされた庭」を移動しており、多数の植物や苗木が非常に正確に描かれている。象徴的な価値を持つ草花の間で、イエス・キリストの将来の「殉教」を表す手のひらと、「受難」の血を表す赤いバラを確認することができる。マリアの懐妊受け入れによってキリストを通した「救済」が可能となり、アダムとイヴによって象徴される人間の「原罪」が贖われることが表現されている。
左上の神の手から放たれた金色の光線は「受胎」を表し、その光線の中には聖霊を象徴する鳩が描かれている。神聖な光が聖母を照らし、聖母は従順に自身の懐妊の任務を受け入れて身体を折り曲げている。聖母は、カーペットとしても機能する豊かな布地で覆われた席に座っており、開いた本を持っているが、本は『聖書』に記載されたことが起きていることの象徴である。しかし、中央の柱の上にいるツバメなど、本作には何を意味しているのかわからないものもいくつか存在する。
天使はサン・ジョヴァンニ・ヴァルダルノの作品と同様のポーズをし、同様の服を身につけているが、その姿がより静的に見え、服の折り目がより概念的であるとすれば、おそらく共同制作者の筆によるものである。
場面はルネサンスの柱廊玄関 (ポルチコ) の下に設定されているが、透視投影の知見で引き伸ばされた明るいアーチを備え、ミケロッツォの建築を思い起こさせるコルトーナの作品のように光は分散していない。光は統一されているように見え、すべての要素を包括して左から右に移動している。
全体的な効果は、様々な細部の綿密な描写によってもたらされ、その効果は変化する青とピンクの色の調和の中で、ほとんど結晶化している寒色と暖色によっている。

## 裾絵 (プレデッラ)
裾絵には、聖母マリアの生涯からの5つの場面 (誕生と結婚、エリザベト訪問、東方三博士の礼拝、神殿奉献、聖母の死) があるが、画家は自由に構図に取り組み、本場面の図像の伝統にはあまり従っていない。
「聖母の結婚」は柱廊のあるルネサンス教会の背景を示し、「エリザベト訪問」は才知で表現された横長のロッジア (回廊) を示している。この場面は、『コルトーナの受胎告知』の裾絵のようにチャイムに行く女性の倦怠感の生き生きとした表現には達していない。代わりに「東方三博士の礼拝」は完全に独創的で、ボッティチェッリ (ウフィツィ美術館の『東方三博士の礼拝』、1475年) の革命の数年前に革新的な正面からの図像を示しており、その図像は小屋の廃墟の複雑な視点によって強化されている。ここでは、フラ・アンジェリコによる光の明瞭な使用に気付くことができるが、画家は純粋で透明な照明を創造して、ボリュームを形成し、色の調和を高め、場面を統一している。

次の「神殿奉献」はより革新的で、レンズを通して鑑賞者に投影されているように見える円形寺院内部の周囲に人物が配置され、ジェンティーレ・ダ・ファブリアーノによる「神殿奉献」ですでに使用されている設定が改善されている。「聖母の死」は、最も伝統的な様式で描かれた場面である。それでも、上端にいる天使によって支えられている聖なる道に遠近法的経路を作成しており、背景の山の間にその発明を用いていることは革新的と考えることができる。
『受胎告知』の裾絵